# 橘れもん
橘 れもん（たちばな れもん、1989年3月27日 - ）は、日本の元AV女優。
静岡県出身。

## プロフィール
- 趣味：散歩・読書
- 特技：料理

## 略歴
- 静岡県立磐田南高等学校、東京大学文科Ⅲ類卒業。
- フジテレビ『たけしのコマネチ大学数学科』に「岡本麻希」名義で、現役東大生チームの二期生の東大のこまどり姉妹の一員として出演していた。
- 2007年 - 『現役合格!!東●生』でワープエンタテインメント専属女優としてAVデビュー。
- 2008年 - 自身のブログにて引退を発表。
- 2008年12月 - 大阪でのイベントをもって引退。（引退に伴いブログの更新はなくなったが、作品はリリースされ続けている。）

## 作品

### アダルトビデオ
| 2007年   |                                                                                        |                |                            |                                                      |
| No.      | タイトル                                                                               | 発売日         | 製作会社                   | 備考                                                 |
| 01       | 現役合格!!東●生                                                                        | 2007年6月5日   | ワープエンタテインメント   | デビュー作。                                         |
| 02       | 東●大学物語                                                                            | 2007年7月5日   | ワープエンタテインメント   |                                                      |
| 03       | バカになっちゃうセックス                                                               | 2007年8月5日   | ワープエンタテインメント   |                                                      |
| 04       | あぁ、隣の綺麗な東●生                                                                  | 2007年9月5日   | ワープエンタテインメント   |                                                      |
| 05       | 僕のペットは東●生                                                                      | 2007年10月5日  | ワープエンタテインメント   |                                                      |
| 06       | 責め続け快楽漬け                                                                       | 2007年11月5日  | ワープエンタテインメント   | 高速イラマチオ有り。                                 |
| 総集盤   | 現役東●生の挿入十番勝負とギリギリモザイク                                              | 2007年12月1日  | ワープエンタテインメント   | AVグランプリ2008 グランプリステージ エントリー作品。 |
| 07       | ドリシャッ!!                                                                           | 2007年12月5日  | ワープエンタテインメント   | ぶっかけ解禁。                                       |
| 2008年   |                                                                                        |                |                            |                                                      |
| No.      | タイトル                                                                               | 発売日         | 制作会社                   | 備考                                                 |
| 08       | 僕、専用。Ver.W                                                                        | 2008年1月5日   | ワープエンタテインメント   |                                                      |
| 08       | 僕、専用。Ver.W ※Blu-ray Disc                                                          | 2009年7月24日  | ワープエンタテインメント   |                                                      |
| 09       | 欲しがるオクチ                                                                         | 2008年2月5日   | ワープエンタテインメント   |                                                      |
| 10       | 痴漢in東京                                                                             | 2008年3月5日   | ワープエンタテインメント   |                                                      |
| 11       | こんな僕が、ある日突然、憧れの女教師・れもん先生と カラダが入れかわっちゃったとしたら… | 2008年4月5日   | ワープエンタテインメント   |                                                      |
| 12       | M男クンのアパートの鍵、貸します。                                                      | 2008年5月5日   | ワープエンタテインメント   |                                                      |
| 13       | ドリームショット!!                                                                     | 2008年6月5日   | ワープエンタテインメント   | 中出し解禁。                                         |
| 14       | トーキョー・ロシュツ                                                                   | 2008年7月5日   | ワープエンタテインメント   |                                                      |
| 15       | 現役東●生の極太チ●ポ味くらべ                                                           | 2008年8月5日   | ワープエンタテインメント   | 黒人解禁。                                           |
| 15       | 現役東●生の極太チ●ポ味くらべ ※Blu-ray Disc                                             | 2009年8月21日  | ワープエンタテインメント   | 黒人解禁。                                           |
| 16       | ハダカのオマ●コ                                                                        | 2008年9月5日   | ワープエンタテインメント   |                                                      |
| 17       | 中卒熟女と東●生・家庭教師                                                              | 2008年10月5日  | ワープエンタテインメント   | レズ解禁、共演:北島玲。                              |
| 18       | 橘れもん、最終回。                                                                     | 2008年12月5日  | ワープエンタテインメント   | 数量限定で特別限定版2枚組も販売された。              |
| 2009年   |                                                                                        |                |                            |                                                      |
| No.      | タイトル                                                                               | 発売日         | 政策会社                   | 備考                                                 |
| 19（1）  | イカセッぱっ!犠牲者 橘れもん                                                           | 2009年1月2日   | GLAY'z                     |                                                      |
| 20（2）  | Free Sex                                                                               | 2009年2月5日   | アキノリ                   |                                                      |
| 21（3）  | WATER POLE 67                                                                          | 2009年2月11日  | プレステージ               | LEMON名義。                                          |
| 22（4）  | SEX! SEX! SEX!                                                                         | 2009年2月25日  | 美                         |                                                      |
| 23（5）  | ヤリマン東○生                                                                          | 2009年3月5日   | アキノリ                   |                                                      |
| 24（6）  | スーパーMM号×橘れもん SODファン感謝デー素人やりまくりSPECIAL                           | 2009年3月5日   | SODクリエイト              |                                                      |
| 25（7）  | 真性中出し                                                                             | 2009年3月13日  | MOODYZ                     |                                                      |
| 26（8）  | アメスク 20                                                                            | 2009年3月24日  | プレステージ               |                                                      |
| 27（9）  | 競泳水着 LOVERS                                                                        | 2009年3月27日  | TMA                        |                                                      |
| 28（10） | 旦那の趣味で犯されて                                                                   | 2009年4月2日   | タカラ映像                 |                                                      |
| 総集盤   | れもん哀歌 4時間                                                                       | 2009年4月5日   | ワープエンタテインメント   |                                                      |
| 29（11） | 愛しのザーメン                                                                         | 2009年4月13日  | MOODYZ                     |                                                      |
| 30（12） | ハイパー鬼イカセ                                                                       | 2009年4月17日  | レアル・ワークス           |                                                      |
| 31（13） | 飲みたがるオクチとマンコ                                                               | 2009年4月19日  | エムズビデオグループ       |                                                      |
| 32（14） | ダマシ×ナマ中出し10発!! 3 黒人も極太チ○ポで3P中出し!                                   | 2009年6月4日   | サディスティックヴィレッジ |                                                      |
| 33（15） | ゴックンM奴隷                                                                          | 2009年6月19日  | エムズビデオグループ       |                                                      |
| 34（16） | 美の共演                                                                               | 2009年6月25日  | 美                         | 共演:里美ゆりあ。                                    |
| 35（17） | 真性中出しだらけの集団受精大乱交                                                       | 2009年7月1日   | MOODYZ                     | 共演:櫻井ゆうこ、乙音奈々、鈴木さとみ。              |
| 36（18） | THE ガチンコプロレズ 2 高身長デスマッチ! 潮! そしてゴッチ式パイルドライバー            | 2009年7月9日   | サディスティックヴィレッジ | 共演:一戸のぞみ。                                    |
| 37（19） | ドリームイラマチオ                                                                     | 2009年8月13日  | MOODYZ                     |                                                      |
| 38（20） | Wフェラティストの淫らなオクチ                                                          | 2009年8月19日  | エムズビデオグループ       | 共演:星優乃。                                        |
| 39（21） | 人妻中出し哀願 ［其ノ九］                                                              | 2009年9月25日  | 青空ソフト                 |                                                      |
| 40（22） | 痴漢専用中出しモデル6号                                                                | 2009年10月8日  | ナチュラルハイ             |                                                      |
| 41（23） | Tokyo A・GE・HA 09                                                                     | 2009年10月16日 | GLAY'z                     |                                                      |
| 42（24） | 爆音潮吹きアクメ演説カーがイクッ！！                                                   | 2009年11月05日 | SOD クリエイト             | 共演:石川鈴華、藤倉みやび。                          |
| 43（25） | 調教の魔力にとりつかれた淫女                                                           | 2009年11月25日 | 美                         |                                                      |

#### オムニバス作品
| 作品名 | 発売日         | 他出演者 |
| --- | -------------- | --- |
| チ●ポは自分でシゴきますから、それ以外の「接吻」とか「乳首責め」とか「亀頭チロチロ舐め」とかのお手伝いは、ぜ〜んぶお姉さんがシテ下さい。  | 2007年10月15日 | 風間ゆみ、我那覇レイ、妃乃ひかり、葉月奈穂、麻生岬、花野真衣、渡瀬安奈、福沢あや                                                                     |
| SUND★ME!! | 2007年12月15日 | 長谷川あゆみ、愛里ひな、京野明日香、我那覇レイ、羽田夕夏、飯島夏希、原千尋、間宮いずみ、永瀬あき、高城梨沙、絢音ミミ、宮下まい、東野愛鈴、愛葉みずき |
| 巨乳が寝てる間に… たっぷり揉んだら、仕上げに挿入!!                                                                                       | 2008年2月15日  | 蜜井とわ、藤咲飛鳥、村上里沙、澄川ロア、浅田ちち、彩花ゆめ、浜崎りお、うるみゆう、麗花                                                               |
| 乳首の弱いカノジョと僕が、互いに乳首を責めあいました。2 撮り下ろし×10編                                                                  | 2008年4月15日  | 高瀬七海、桜井梨花、村上里沙、小栗杏菜、神楽メイ、ICHIKA、今野梨乃、堀口奈津美、花野真衣                                                             |
| 一撃!!舌上発射 | 2008年6月15日  | 鷹宮りょう、堀口奈津美、水谷ひとみ、長澤リカ、香椎杏子、水朝美樹、佐藤江梨花、亜佐倉みんと、青山ゆい                                                 |
| チ●ポは自分でシゴきますから、それ以外の「接吻」とか「乳首責め」とか「亀頭チロチロ舐め」とかのお手伝いは、ぜ〜んぶお姉さんがシテ下さい。2 | 2008年8月15日  | 千堂ゆりあ、堀口奈津美、愛菜りな、辻さき、桜井春、青山れあ、浅田ちち、鷹宮りょう、一戸のぞみ                                                         |
| 絶対にハサまれたい巨乳が、そこにはある                                                                                                   | 2009年1月15日  | 小坂めぐる、大塚咲、妃乃ひかり、北島玲、澄川ロア、堀口奈津美、羽田未来、中森玲子                                                                     |

## テレビ
- エロ生☆パラダイス （GyaOジョッキー2008年6月24日放送分）